# Barnsjukdom
| Barnsjukdom |
| --- |
| Många barnsjukdomar är virusspridda infektioner som förknippas med hudutslag, som här vattkoppor. - Betydelse – sjukdom som främst drabbar barn - Följder – för ett barn oftast övergående symtom, för en vuxen ofta svårare följder - Exempel – kikhosta, mässling, påssjuka, röda hund, vattkoppor |

En barnsjukdom ett sjukdomstillstånd som endast eller till övervägande delen drabbar barn, samt sjukdomstillstånd som har en särskild sjukdomsbild just hos barn. Bland barnsjukdomarna märks särskilt de infektionssjukdomar som i första hand drabbar barn, till exempel röda hund, mässling och vattkoppor, liksom mer diffusa infektioner som tredagarsfeber. 
I överförd betydelse syftar barnsjukdom även på problem och fel hos en ny och otillräckligt testad produkt.

## Beskrivning
Starkt smittsamma sjukdomar som vattkoppor och mässling, vilka numera främst sprids under barnaåren, brukar räknas som typiska barnsjukdomar.
Även ospecifika infektionssjukdomar i luftvägarna är vanligen förekommande hos späd- och småbarn, eftersom de inte har ett fullständigt utvecklat immunförsvar. Symtomen kan ofta inkludera svåra andningsbesvår, på grund av små och smala luftrör. Ju mindre barnet är, desto mer påverkar även en lokalt placerad infektion barnets allmäntillstånd.

### Nyfödda och spädbarn
Nyfödda barn har ett ofullständigt immunförsvar. Detta innebär också att små barn drabbas av sjukdomstillstånd som inte förekommer hos större barn eller vuxna.
Barnets olika utvecklingsstadier medför också specifika förutsättningar för sjukdomar. Här ingår pylorusstenos, vilket är ett tillstånd med svåra kräkningar som orsakas av kramp i nedre magmunnen och som endast förekommer när barnet är mellan 3 veckor och 3 månader gammalt.

### Barn i kolt- till skolåldern
Till barnsjukdomarna räknas även medfödda sjukdomar och sjukdomstillstånd som får ett speciellt förlopp hos barn. Detta inkluderar rakit, som förorsakas av D-vitaminbrist och på grund av den snabba tillväxten av skelettet hos ett barn mellan 6 och 18 månaders ålder kan ge svåra följder. Vissa barnsjukdomarna kan leda till kortvuxna förskole- och skolbarn.
Många barnsjukdomar är epidemiska sjukdomar som man sedan får en i allmänhet livslång immunitet mot. Immuniteten blir livslång då virusen inte är speciellt variabla, och då alltså inte kan mutera för att undvika immunförsvaret. För de flesta barnsjukdomar gäller att den aktuella sjukdomen påverkar barnets hela allmäntillstånd, även om sjukdomen främst drabbat ett visst organ. Denna påverkan är tydligare ju mindre barnet är.

### Barn och vuxna
Barnsjukdomar ger i allmänhet övergående symptom hos ett yngre barn. Samma infektion kan hos en vuxen ge betydligt svårare följder, inklusive att påssjuka kan göra en vuxen man steril, en gravid kvinna med röda hund kan skada fostret och att mässling kan leda till döden för en vuxen utan antikroppar.
Av denna orsak finns tanken om att mindre barn "bör" smittas av vanliga barnsjukdomar, så att de utvecklar antikroppar. Denna medvetna smittspridning är dock inget som läkare rekommenderar, eftersom även vissa mindre barn kan vara överkänsliga mot ett specifikt virus eller viss bakterie.
På grund av de ofta svåra följderna, när vissa barnsjukdomar drabbar en vuxen människa, vaccineras numera alla barn i exempelvis Sverige mot bland annat röda hund.

## Exempel
Till de mest specifika "barnsjukdomarna" räknas bland annat följande fem:
- Kikhosta (orsakad av bakterien Bordetella pertussis[8])
- Mässling[9] (orsakad av ett paramyxovirus[10])
- Påssjuka[9] (orsakad av ett paramyxovirus[11])
- Röda hund (orsakad av ett togavirus[12])
- Vattkoppor[9] (orsakad av ett herpesvirus[13])

Dessutom är  Femte sjukan, scharlakansfeber och tredagarsfeber relativt vanligt förekommande. Utöver ovanstående är det vanligt med mer vagt definierade infektionssjukdomar hos barns luftvägar. Dessa orsakas av mindre barns ännu bristfälliga immunitet; genom att deras luftvägar är små och smala kan det ofta bli svåra andningsbesvär.

## Etymologi, annan betydelse
Ordet barnsjukdom finns belagt i svensk skrift sedan år 1734.
I överförd betydelse syftar barnsjukdom även på problem och fel hos en ny och otillräckligt testad produkt. Denna överförda betydelse finns i skrift sedan 1827, då Esaias Tegnér formulerade sig på så sätt.